# Lehmannia jaroslaviae
Lehmannia jaroslaviae is een slakkensoort uit de familie van de Limacidae. De wetenschappelijke naam van de soort is voor het eerst geldig gepubliceerd in 1967 door Grossu.